# I-16
Polikarpow I-16 – jednomiejscowy samolot myśliwski i myśliwsko-bombowy produkcji ZSRR z czasów drugiej wojny światowej, zwany przez lotników radzieckich Iszaczok (osiołek) lub Jastriebok (jastrząbek), a przez frankistowskich Rata (szczur).

## Historia
Choć I-16 opracowano mniej więcej w tym samym czasie co I-15, to jednak podstawowa koncepcja jego konstrukcji była znacznie nowocześniejsza. Samolot był pierwszym na świecie myśliwcem dolnopłatowym z chowanym podwoziem (chociaż w celu jego schowania należało wykonać 44 obroty korbką umieszczoną na prawej burcie samolotu). Prototyp oblatał Walerij Czkałow w roku 1933, który stwierdził po oblocie, że „dobra to maszyna, może tylko trochę trudna, ale będzie z niej pożytek”. Natychmiast wyszły na jaw kłopoty z własnościami pilotażowymi wynikające z nadmiernej czułości na ruchy drążka sterowego. Mimo to samolot wszedł do masowej produkcji (ogółem wyprodukowano 7005 samolotów bojowych oraz około 1640 dwumiejscowych maszyn szkolnych). 
Chrzest bojowy samolot przeszedł w czasie wojny domowej w Hiszpanii. Na Półwysep Iberyjski trafił w ramach pomocy rządu radzieckiego dla rządu republikańskiego walczącego z buntem gen. Francisco Franco. W Hiszpanii samoloty I-15 i I-16 nazywane były Chatos  i Moscas.
Myśliwce te służyły do roku 1942, ponosząc na początku wojny bardzo duże straty. Do strat tych przyczyniły się właściwości lotne samolotu i niedostateczne wyszkolenie młodych pilotów kierowanych na front. I-16 był produkowany w 10 podstawowych wersjach, począwszy od I-16 Tip 1, z silnikiem gwiazdowym M-22 o mocy 480 KM, do I-16 Tip 24, z jeszcze mocniejszym silnikiem oraz znacznie cięższym i bardziej zróżnicowanym uzbrojeniem.
Samolot, zwany przez radzieckich pilotów Iszaczok (osiołek), uchodził za trudny w pilotażu, przyczyniał się do tego m.in. krótki kadłub i wynikająca z tego mała stateczność podłużna. Duża średnica silnika gwiazdowego utrudniała widoczność podczas podchodzenia do lądowania, mała rozpiętość powodowała trudności pilotażowe przy małych prędkościach. Na konstrukcji I-16 widać wyraźnie wpływ koncepcji samolotu Gee Bee, znanego z licznych rekordów i katastrof.

## Wersje
- I-16 Typ 1 – z silnikiem M-22 o mocy 480 KM, uzbrojony w dwa km-y 7,62 milimetra
- I-16 Typ 5 – z silnikiem M-25 o mocy 700 KM i krytą kabiną, uzbrojony w dwa km-y 7,62 milimetra
- I-16 Typ 6 – z trzema karabinami maszynowymi 7,62 milimetra
- I-16 Typ 10 – zwiększono uzbrojenie do 4 km-ów 7,62 milimetra i zrezygnowano z krytej kabiny dla poprawienia widoczności
- I-16 Typ 17 z silnikiem o mocy 780 KM, uzbrojony w dwa km-y 7,62 milimetra i dwa działka 20 milimetrów
- I-16 Typ 18 z silnikiem M-62 o mocy 920 KM, uzbrojony w cztery km-y 7,62 milimetra
- I-16 Typ 24 – z silnikami Szwiecow M-25E, M-62 i M-63 o mocy 800, 920 i 1100 KM[3], uzbrojony w dwa km-y 7,62 milimetra, jeden wielkokalibrowy km 12,7 milimetra, dwa działka 20 milimetrów i sześć pocisków rakietowych RS-82
- UTI-4 – samolot szkolny (wyprodukowano około 1640 sztuk)
- I-16 SPB – specjalna wersja I-16, mogła być podłączona do samolotów TB-3 SPB

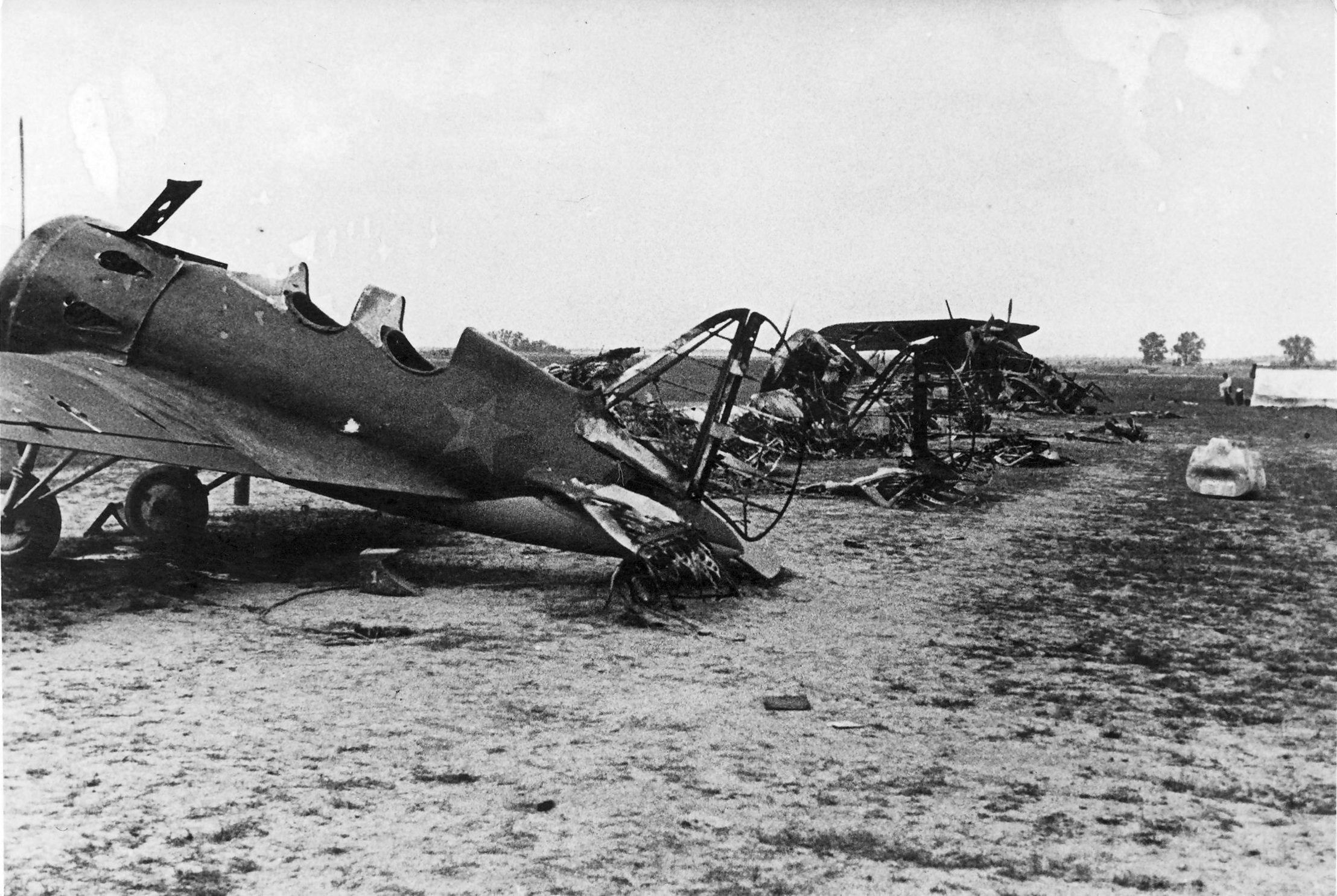
Zniszczony na lotnisku Polikarpow UTI-4 – dwumiejscowa wersja I-16. Rosja 1941

W latach 90. XX wieku sześć wraków I-16 zostało odnalezionych w Rosji i wyremontowanych w Nowosybirsku do stanu lotnego dla kolekcji Wanaka (The Alpine Fighter Collection at Wanaka)  w Nowej Zelandii przez wielu pracowników, którzy kiedyś pracowali na oryginalnej linii produkcyjnej I-16 jako dzieci. Część z nich trafiła później do innych kolekcji. m.in. w 1998 r. I-16 Typ 24 został kupiony przez Flying Heritage & Combat Armor Museum in Seattle (USA).